# Rainbow 100
Rainbow 100 va ser un ordinador personal llançat per Digital Equipment Corporation (DEC) el 1982. La màquina tenia la circuiteria de vídeo del VT102, la pantalla del VT220 i dos microprocessadors, un Z80 a 4 MHz i un 8088 a 4,81 MHz. A causa d'això, es podria utilitzar com un terminal VT102, un ordinador de 8 bits amb sistema operatiu CP/M o de 16 bits utilitzant CP/M-86 o MS-DOS. L'equip es va fabricar fins al 1985, quan va ser substituït pel Rainbow 190 (que va incloure un disc dur de 10 MiB).

## Models

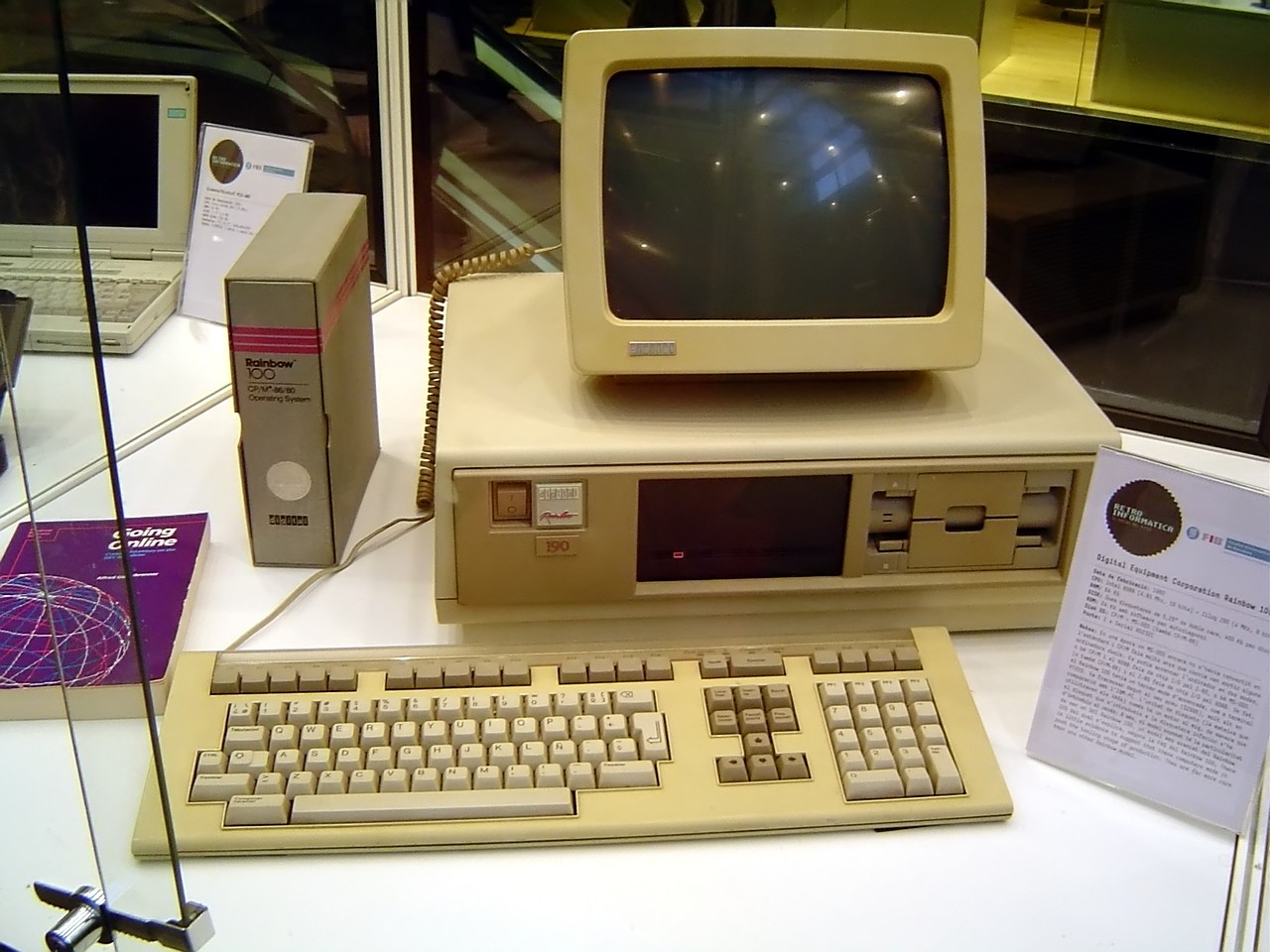
El DEC Rainbow 190: tres sistemes operatius.

El Rainbow va ser llançat en tres versions: «100A», «100B» i «100+». El primer a ser llançat va ser el model «A» (PC-100A, amb 64 KiB de RAM), seguit pel model «B» (PC-100B, PC-100B2 posteriorment, amb 128 KiB de RAM). Les dues versions són molt similars i les diferències es concentren sobretot en el microprogramari: el model «A» no va poder carregar el sistema operatiu des del disc dur, i al «B» hi havia aquesta opció. El «100+» no era més que un «model B» amb disc dur instal·lat a la fàbrica.
El 1985, els models 100 van donar lloc al model 190, que va ter de sèrie un disc dur de 10 MiB i 640 KiB de memòria RAM, més el MS-DOS 2.11.

## Especificacions tècniques
| Parts          | Especificacions | Especificacions |
| -------------- | --- | --------------- |
| UCP            | Zilog Z80 a 4,0 MHz Intel 8088 a 4,81 MHz |                 |
| RAM            | 64 KiB - 896 KiB (màx.) |                 |
| ROM            | 24 KiB |                 |
| Teclat         | mecànic, 103 tecles |                 |
| Monitor        | monitor TTL 12"; modes text: 40x24 / 80x24 / 132x24 caràcters; modes gràfics: 320 x 200 / 640 x 200 / 800 x 240 píxels; 16 colors (entre 4096) |                 |
| So             | altaveu endollat (buzzer) |                 |
| Ports          | 3 ranures d'expansió; 2 ports sèries (sense port paral·lel)                                                                                    |                 |
| Emmagatzematge | 2 disqueteres (5,25", 400 KiB cadascuna); disc dur (10-20 MiB)                                                                                 |                 |